# Никольский собор (Камышин)
Собор Николая Чудотворца (Никольский собор) — православный храм в городе Камышине Волгоградской области, второй кафедральный собор Волгоградской епархии Русской православной церкви (с 2000 года). Единственный в городе храм, не разрушенный в годы советской власти. Здание является памятником культурного наследия России.

## История
В 1771—1772 годах до Камышина добралась свирепствующая в России эпидемия чумы. В то время в России людей хоронили при храмах и церквях. Для предупреждения распространения болезни городские власти запретили хоронить людей при городских храмах. Для захоронений под кладбище была выделена земля рядом с городом Камышин. На выделенном участке была построена новая деревянная церковь. Она была освящена 22 мая 1775 года во имя Николая Чудотворца.
В 1824—1825 годах деревянный Никольский храм был перестроен в каменный. Храм имел тринадцатиметровый купол и крытую галерею, опирающуюся на колонны. Храм имел общую площадь около 339 м²., внутри него могло находиться более 800 верующих. В штате храма состояло три священнослужителя.
Богослужения в Никольском храме проводились до начала XX века. В 1909 году было принято решение о реконструкции здания. Был составлен проект, который не был осуществлён по причине начавшейся Первой Мировой войны и последующей революции.
До 1933 года прихожане Никольской церкви могли посещать богослужения в старом здании. Церковь Николая Угодника к этому времени была единственной, принимавшей прихожан. В 1933 году там также запретили богослужения, а приход распустили. В здании церкви, власти устроили склад и хранили хлорную известь. Через несколько лет была снесена церковная колокольня.
В 1944 году горожане подали в Совет по делам РПЦ ходатайство об открытии храма и в 1944 году разрешение было получено. С лета 1944 года началось восстановление храма. В октябре 1944 года в отремонтированном храме прошла церковная служба. 30 декабря 1944 года церковь была освящена.
В конце XX века был вновь проведён ремонт здания храма. В 1980 году была пристроена трёхъярусная колокольня, в 1985 году установлены колокола.
В 2000 году Никольская церковь стала кафедральным собором, в 2009 году на нём установили купол высотой 29 метров и позолоченые кресты. Собор был оштукатурен и окрашен. В 2010—2011 годах была построена новая колокольня, в 2011 году на колокольню водружен благовестный колокол весом в 1.2 тонны и несколько колоколов меньшего размера.
Настоятель храма — протоиерей Алексей Кузнецов. Престольный праздник — святителя Николая Чудотворца (19 декабря, 22 мая). При храме работает Семейный центр мастерства и ремёсел.